# کونستانتینوس کنتریس
کونستانتینوس کنتریس (یونانی: Κωνσταντίνος "Κώστας" Κεντέρης؛ زادهٔ ۱۱ ژوئیهٔ ۱۹۷۳) دونده دو سرعت اهل یونان بود.
وی در مسابقات کشوری و بین‌المللی در مجموع برندهٔ ۲۸ مدال طلا، ۳ مدال نقره، ۲ مدال برنز شده‌است.